# Stochastischer Fluss
Ein stochastischer Fluss bezeichnet in der Mathematik den probabilistischen Begriff des Flusses. Genauer bedeutet dies für eine Indexmenge {\displaystyle T} die Abbildung
{\displaystyle \Phi _{s,t}:(\Omega ,{\mathcal {F}},P)\to (S^{S},{\mathcal {S}}^{S}),\quad s\leq t,\quad s,t\in T,}
welche die Flussgleichungen pfadweise erfüllt. Ein Fluss ist somit ein Zufallsfeld.
Der Begriff findet vor allem Anwendung in der Lösungstheorie der stochastischen Differentialgleichungen. Flüsse werden aber ganz allgemein definiert, ohne den Begriff der Differentialgleichung zu verwenden.

## Stochastische Flüsse
Sei {\displaystyle T} eine Menge, welche die Zeit eines Systems darstellt.

### Fluss
Als Fluss {\displaystyle (\varphi _{s,t})_{s\leq t\in T}} auf einem Messraum {\displaystyle (S,{\mathcal {S}})} bezeichnet man eine Familie von messbaren Funktionen
{\displaystyle \varphi _{s,t}:S\to S,}
so dass für alle {\displaystyle s\leq t} die Flussgleichungen
{\displaystyle \varphi _{s,t}=\varphi _{u,t}\circ \varphi _{s,u},\quad s\leq u\leq t\in T;\quad \varphi _{s,s}(x)=x}
erfüllt sind. 
Betrachtet man den Fluss einer Differentialgleichung, so bezeichnet {\displaystyle y^{s,x}(t):=\varphi _{s,t}(x)} die Lösung dieser Gleichung, welche zum Zeitpunkt {\displaystyle s} in {\displaystyle x\in S} startet.
Setzt man nun einen Wahrscheinlichkeitsraum davor, das heißt man betrachtet einen Messraum {\displaystyle (S^{S},{\mathcal {S}}^{S})} und die Zufallsvariablen
{\displaystyle \Phi _{s,t}(\omega ):(\Omega ,{\mathcal {F}},P)\to (S^{S},{\mathcal {S}}^{S}),}
so das pfadweise die Flussgleichungen erfüllt sind, dann erhält man einen stochastischen Fluss.

### Stochastischer Fluss
Sei {\displaystyle (S,{\mathcal {S}})} ein Messraum, {\displaystyle \operatorname {id} _{S}} sei die Identische Abbildung und {\displaystyle T=\mathbb {R} _{+}} oder {\displaystyle T=\mathbb {N} _{0}}. Ein stochastischer Fluss ist der Prozess
{\displaystyle \Phi _{s,t}:(\Omega ,{\mathcal {F}},P)\to (S^{S},{\mathcal {S}}^{S}),\quad s\leq t,\quad s,t\in T}
so dass die Flussgleichungen erfüllt sind, das heißt für alle {\displaystyle \omega \in \Omega }
1. {\displaystyle \Phi _{s,t}(\omega )=\Phi _{u,t}(\omega )\circ \Phi _{s,u}(\omega )\quad \forall \;s\leq u\leq t}
2. {\displaystyle \Phi _{s,s}(\omega )=\operatorname {id} _{S}.}

Oder äquivalent, definiere für einen Punkt {\displaystyle x\in S} die Abbildung
{\displaystyle \Phi _{s,t}(\omega ,x):=(\Phi _{s,t}(\omega ))(x),}
dann lässt sich der stochastische Flusses auch als Familie {\displaystyle \{\Phi _{s,t};s\leq t;s,t\in T\}} von Zufallsfunktionen
{\displaystyle \Phi _{s,t}(\omega ,x):\Omega \times S\to S}
auffassen.

#### Erläuterungen
Die Flussgleichungen sind in der Schreibweise {\displaystyle \Phi _{s,t}(\omega ,x)} wie folgt zu verstehen:
1. {\displaystyle \Phi _{s,t}(\omega ,x)=\Phi _{u,t}\left(\omega ,\Phi _{s,u}(\omega ,x)\right)\quad \forall \;s\leq u\leq t}
2. {\displaystyle \Phi _{s,s}(\omega ,x)=x.}

### Die zum Fluss assoziierte Familie von Prozessen
Für {\displaystyle (t_{0},x)\in T\times S} definieren wir
{\displaystyle X_{t}^{t_{0},x}:=\Phi _{t_{0},t_{0}+t}(\cdot ,x),}
dann ist {\displaystyle (X_{t}^{t_{0},x})_{t\in T}} die dem Fluss {\displaystyle \Phi } assoziierte Familie von stochastischen Prozessen.
{\displaystyle P_{t_{0}}^{x}:=P\circ \left((X^{t_{0},x})_{\bullet }\right)^{-1}} bezeichnet die Verteilung eines Pfades des stochastischen Flusses.

### Brownsche Flüsse
Falls die {\displaystyle \Phi _{t_{i},t_{i+1}}} für {\displaystyle i=0,1,\dots ,n-1} und für alle {\displaystyle 0\leq t_{1}<t_{2}<\cdots <t_{n}\leq T} unabhängig sind, dann nennt man {\displaystyle \Phi } einen brownschen Fluss.